# Các trận đánh trong Thế chiến thứ nhất
Các trận đánh diễn ra trong Chiến tranh thế giới thứ nhất bao gồm các trận đánh trên bộ, hải chiến và không chiến diễn ra trên khắp các chiến trường của Chiến tranh thế giới thứ nhất. Do đặc trưng của thế chiến này là chiến tranh chiến hào nên tính chất của các trận đánh này là rất khó tấn công và dễ phòng thủ do đó các trận đánh này thường nằm trong các chiến dịch lớn, các cuộc tổng tấn công hay các cuộc vây hãm và hậu quả thường là thương vong rất lớn của cả hai bên tham chiến mà thành công thu được thường không đáng kể trừ một số trận như trận sông Marne lần thứ nhất, trận Tannenberg, cuộc tổng tấn công của tướng Brusilov 1916, Tổng tấn công Mùa xuân 1918 của quân Đức và trận sông Marne lần thứ hai đã làm thay đổi cục diện chiến tranh rất nhiều.

## Chiến trường Tây Âu

### 1914
- Trận Liège
- Trận Biên giới Bắc Pháp
  - Trận Mulhouse
  - Trận Lorraine
  - Trận Charleroi
  - Trận Mons
  - Trận Ardennes
    - Trận Rossignol
- Trận Haelen
- Trận Grand Couronné
- Đại Rút lui
  - Trận Le Cateau
  - Trận St. Quentin
- Trận sông Marne lần thứ nhất
- Trận sông Aisne lần thứ nhất
- Cuộc chạy đua ra biển
  - Trận Loos
  - Trận Albert lần thứ nhất
  - Trận Arras lần thứ nhất
  - Trận Ypres lần thứ nhất
- Trận Champagne lần thứ nhất

### 1915

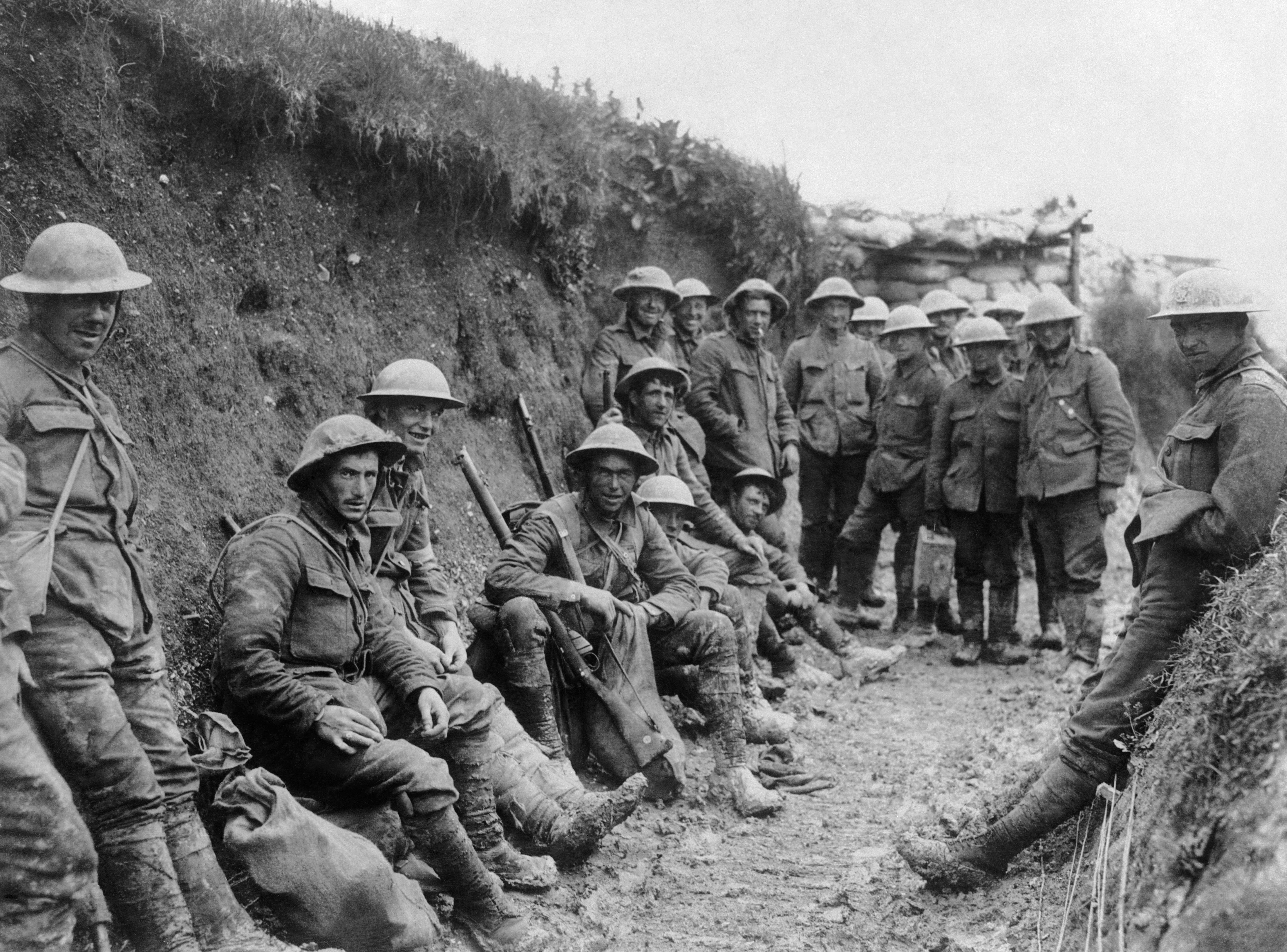
Lính Anh ở trận Somme 1916

- Trận Neuve Chapelle
- Trận Woëvre
- Trận Ypres lần thứ hai
- Các trận đánh tại Argonne
- Trận Artois lần thứ hai
- Trận Champagne lần thứ hai
- Trận Artois lần thứ ba

### 1916
- Trận Verdun
- Trận Hulluch
- Trận Fromelles
- Trận Somme (1916)
  - Trận Pozières
  - Trận Ginchy

### 1917
- Chiến dịch Nivelle
  - Trận cao điểm Vimy
  - Trận sông Aisne lần thứ hai, hay còn gọi là trận Champagne lần thứ ba
- Trận Messines
- Trận Passchendaele, hay còn gọi là trận Ypres lần thứ ba
- Trận La Malmaison
- Trận Cambrai (1917)

### 1918
- Tổng tấn công Mùa xuân 1918
  - Chiến dịch Michael

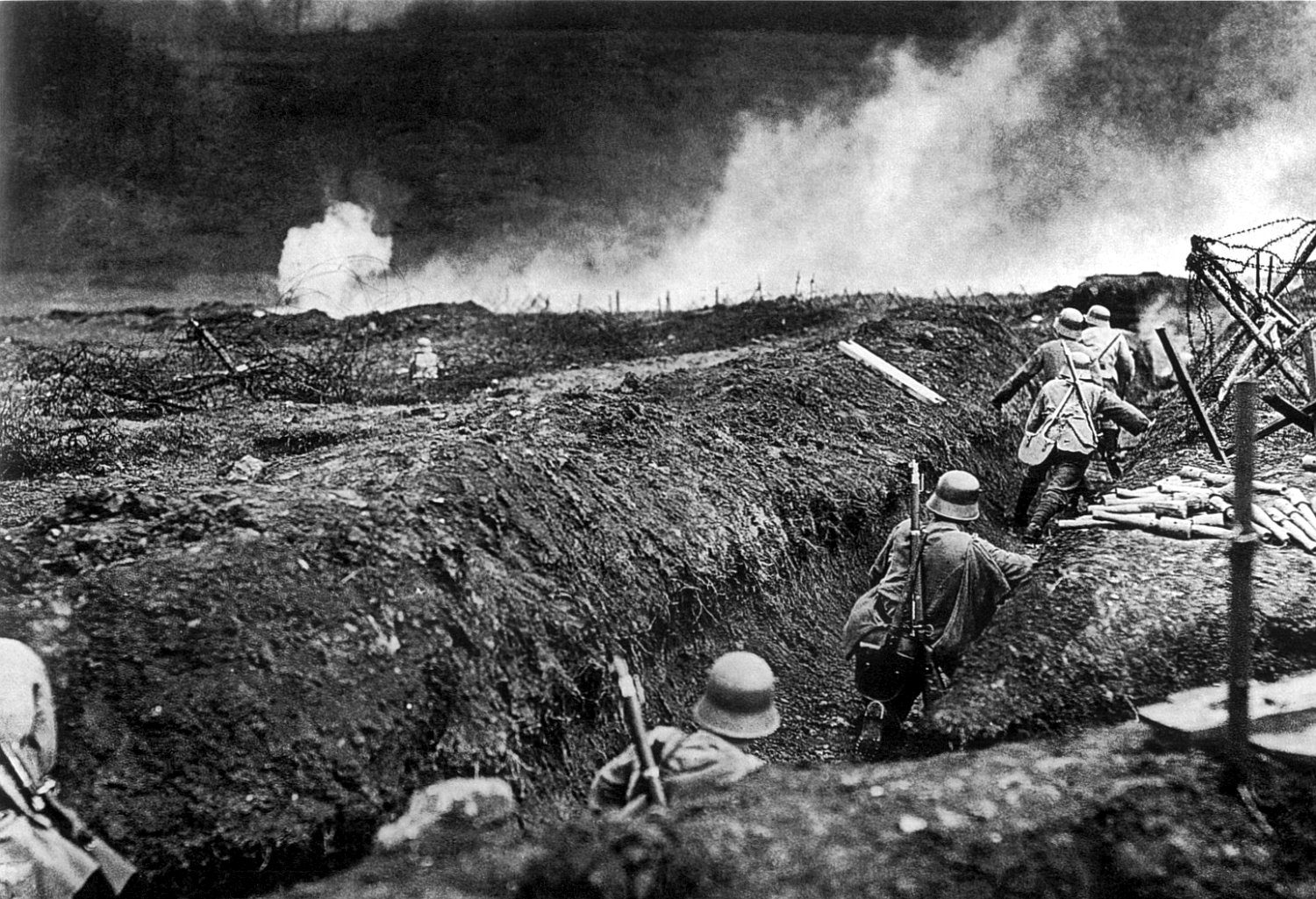
Lính Đức luyện tập trong chiến hào tại Sedan, Pháp (1917).

  - Trận Lys, hay còn gọi là trận Ypres lần thứ tư
  - Trận Aisne lần thứ ba
  - Trận Cantigny
  - Trận rừng Belleau
  - Trận sông Marne lần thứ hai
  - Trận Château-Thierry (1918)
- Tổng tấn công Một trăm ngày
  - Trận Amiens
  - Trận sông Somme lần thứ hai
  - Trận Saint-Mihiel
  - Trận Epéhy
  - Trận phòng tuyến Hidenburg
  - Chiến dịch Meuse-Argonne
  - Trận Cambrai (1918)
  - Trận kênh Sambre (1918)

## Chiến trường Đông Âu
- Trận Stalluponen
- Trận Gumbinnen
- Trận Tannenberg
- Trận Lemberg (1914)
- Trận hồ Masurian lần thứ nhất
- Trận sông Vistula
- Trận Łódź (1914)
- Trận Bolimov
- Trận hồ Masurian lần thứ hai
- Tổng tấn công Gorlice-Tarnów
- Chiến dịch Bug
- Đại Rút lui

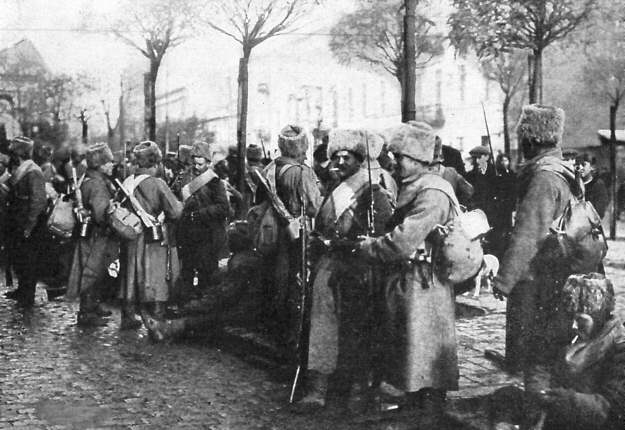
Lính Nga tại Warszawa, nay là thủ đô Ba Lan năm 1914

- Cuộc tổng tấn công của tướng Brusilov hay còn gọi là chiến dịch Brusilov
- Chiến dịch Romania
- Cuộc tổng tấn công của Kerenski hay còn gọi là chiến dịch Kerenski
- Trận Mărăşti
- Trận Mărăşeşti

## Chiến trường Ý
- Trận Isonzo lần thứ nhất
- Trận Isonzo lần thứ hai
- Trận Isonzo lần thứ ba
- Trận Isonzo lần thứ tư
- Trận Isonzo lần thứ năm
- Chiến dịch Trentino
- Trận Isonzo lần thứ sáu
- Trận Isonzo lần thứ bảy
- Trận Isonzo lần thứ tám
- Trận Isonzo lần thứ chín
- Trận Isonzo lần thứ mười
- Trận Isonzo lần thứ mười một
- Trận Isonzo lần thứ mười hai hay trận Caporetto
- Trận sông Piave
- Trận Vittorio Veneto

## Chiến trường Kavkaz
- Trận Sarikamis
- Trận Malazgirt (1915)
- Trận Kara Killisse
- Trận Koprukoy
- Trận Erzurum
- Trận Erzincan

## Chiến trường Balkan
- Trận Cer
- Trận Kolubara
- Trận Morava
- Trận Kosovo (1915)
- Trận Ovche Pole

## Chiến dịch Dardanelles
- Trận Nek
- Trận Chunuk Bair
- Trận Gully Ravine
- Trận đồi 60
- Trận Krithia Vineyard
- Trận Lone Pine
- Trận Sari Bair
- Trận Scimitar Hill
- Trận Krithia lần thứ nhất
- Trận Krithia lần thứ hai
- Trận Krithia lần thứ ba

## Các trận hải chiến
- Trận vịnh Heligoland (1914)
- Trận chiến quần đảo Falkland (1914)
- Trận Dogger Bank (1915)
- Trận Jutland
- Trận vịnh Heligoland (1917)